# Arcidiecéze chambérská
Arcidiecéze chambérská (saint-jean-de-mauriennská-tarentaiská) (lat. Archidioecesis Camberiensis (-Maruianensis-Tarantasiensis), franc. Archidiocèse de Chambéry, Maurienne et Tarentaise) je francouzská římskokatolická arcidiecéze, zřízená 18. srpna 1779. Na arcidiecézi byla povýšena 10. července 1817. Leží na území departementu Savojsko, jehož hranice přesně kopíruje.
Sídlo arcibiskupství i katedrála Saint-François-de-Sales de Chambéry se nachází v Chambéry, konkatedrála Saint-Jean-Baptiste de Saint-Jean-de-Maurienne se nachází v Saint-Jean-de-Maurienne a konkatedrála Saint-Pierre de Moûtiers se nachází v Moûtiers. Arcidiecéze je součástí lyonské církevní provincie.
Od 14. ledna 2009 je arcibiskupem z Chambéry Mons. Philippe Ballot.

## Historie
Biskupství bylo v Chambéry zřízeno 18. srpna 1779, vyčleněním území z diecéze grenobelské. V důsledku konkordátu z roku 1801 byly 29. listopadu 1801 zrušeny diecéze saint-jean-de-mauriennská (založená v 6. století) a arcidiecéze tarentaiská (založená v 5. století), a jejich území bylo včleněno do diecéze chambérské.
Na arcidiecézi byla diecéze chambérská povýšena 10. července 1817.
Dne 15. února 1822 byla založena diecéze annecyjská a území pro ni bylo vyčleněno z arcidiecéze chambérské; 5. srpna 1825 byla obnovena diecéze tarentaiská (bez titulu arcidiecéze) a 7. srpna 1825 byl obnovena také diecéze saint-jean-de-mauriennská.
K územnímu sjednocení diecézí tarentaiské a saint-jean-de-mauriennské aeque principaliter s arcidiecézí chambérskou došlo 26. dubna 1966; pod názvem Chambéry-Saint-Jean-de-Maurienne-Tarentaise.
Dne 8. prosince 2002 byl arcidiecéze odebrán status metropolitní arcidiecéze a sama se stala sufragánní arcidiecézí lyonské arcidiecéze.